# Luciano Rodríguez
Luciano Rodríguez Rosales (* 16. Juli 2003 in Montevideo) ist ein uruguayischer Fußballer. Der Stürmer steht bei Liverpool Montevideo unter Vertrag.

## Karriere

### Im Verein
Rodríguez begann in seiner Kindheit beim Verein Cosmos Corinto zu spielen, in der Jugend wechselte er zum CA Bella Vista aus Uruguays Hauptstadt Montevideo. In der Jugend zog er sich eine schwere Verletzung zu, sodass er ein ganzes Jahr ausfiel. Nichtsdestotrotz wechselte er 2020 in die Jugendakademie vom CA Progreso. Im Jahr 2021 rückte er in den Profikader der Mannschaft in der erstklassigen Primera División auf. Er debütierte in der Liga beim 0:0-Unentschieden gegen Montevideo City Torque direkt am 17. Januar 2021, als er in der 77. Spielminute für Facundo Peraza eingewechselt wurde. In der folgenden Spielen der Clausura der Saison 2020, die aufgrund der COVID-19-Pandemie im Frühjahr 2021 ausgespielt wurde, kam er allerdings nur zu drei weiteren Kurzeinsätzen. In die folgenden Saison 2021 startete er allerdings schon als Ergänzungsspieler, der zu regelmäßigen Einsatzzeiten kam, und im Verlauf der Saison entwickelte er sich zum Stammspieler in der Mannschaft. Am 6. August 2021 konnte er beim 2:2-Unentschieden gegen den CA Rentistas auch sein erstes Tor in der Liga erzielen. Am Ende der Saison stieg er mit seinem Verein jedoch aus der Primera División ab. In der zweitklassigen Segunda División war er in der Mannschaft gesetzt und konnte in 23 Partien fünf Tore erzielen. Im Pokalspiel gegen den Danubio FC führte er seine Mannschaft als Kapitän an. Am Ende der Saison verpasste seine Mannschaft jedoch den Wiederaufstieg.
Daraufhin schloss sich Rodríguez zur Saison 2023 Liverpool Montevideo an. Dort wurde er auf Anhieb zum Stammspieler, kam allerdings aufgrund einiger Länderspiele in seiner ersten Saison nicht immer zum Einsatz. Er debütierte am 20. Februar 2023 beim 3:1-Sieg gegen den CA Fenix und konnte drei Wochen später beim 2:2-Unentschieden gegen Defensor sein erstes Tor für seinen neuen Verein erzielen, bei dem er allerdings in der Nachspielzeit die Gelb-Rote Karte sah. Daneben kam er für seinen neuen Verein auch in der Copa Libertadores zum Einsatz.

### In der Nationalmannschaft
2022 wurde Rodríguez erstmals für Länderspiele der Uruguayische U-20-Nationalmannschaft nominiert. Im selben Jahr nahm er mit seiner Mannschaft an den Südamerikaspielen 2022 in Asunción teil, verpasste mit Platz 4 eine Medaille jedoch knapp. Rodríguez kam in allen fünf Partien zum Einsatz. 2023 nahm er an der U-20-Fußball-Südamerikameisterschaft teil und erreichte mit Uruguay den zweiten Platz hinter Brasilien, wodurch sie sich für die U-20-Weltmeisterschaft im selben Jahr qualifizierten. Rodríguez kam erneut in allen Spielen zum Einsatz und konnte dabei fünf Tore erzielen. Bei der dann folgenden U-20-Welstmeisterschaft blieb er Stammspieler seiner Mannschaft. Nachdem sie die Gruppenphase als Zweitplatzierte hinter England überstanden hatten, gewannen sie auch das Achtelfinalspiel gegen Gambia, obwohl Rodríguez in der 45. Spielminute wegen einer Tätlichkeit des Platzes verwiesen wurde. Im folgenden Viertel- und Halbfinale war er daher gesperrt und kam erst wieder im Finale gegen Italien zum Einsatz. In dieser Partie konnte er in der 86. Spielminute den 1:0-Siegtreffer für Uruguay erzielen, die somit zum ersten Mal in der Geschichte U-20-Fußball-Weltmeister wurden.

## Persönliches
Luciano Rodríguez hat einen Zwillingsbruder, Emiliano. Dieser ist ebenfalls Fußballprofi und steht bei Boston River unter Vertrag.

## Erfolge
- U-20-Fußball-Weltmeister: 2023